# جیم کریگ
جیم کریگ (انگلیسی: Jim Craig؛ زادهٔ ۳۱ مهٔ ۱۹۵۷) بازیکن هاکی روی یخ اهل ایالات متحده آمریکا بود.